# Le 3e Millénaire
 (septembre 2015).
Si vous disposez d'ouvrages ou d'articles de référence ou si vous connaissez des sites web de qualité traitant du thème abordé ici, merci de compléter l'article en donnant les références utiles à sa vérifiabilité et en les liant à la section « Notes et références ».
Le 3e Millénaire est un jeu vidéo de stratégie et de simulation d'anticipation développé et édité par le studio français Cryo Interactive en 1997. Le joueur y prend en main le développement mondial à partir du début du XXIe siècle.

## Synopsis
Le jeu commence en 2001, au début du troisième millénaire (qui relève du futur proche au moment de la sortie du jeu). Le monde est alors divisé en cinq grandes régions et en 31 États. Le joueur incarne un homme politique dont le but est de devenir le gouverneur de son État, et, à terme, de se faire élire Président du monde.

## Principe du jeu
Le 3e Millénaire mêle des éléments de jeu de simulation et de jeu de stratégie. Le joueur doit agrandir des villes, prendre en main la gestion des impôts et des réformes ainsi que la diplomatie. Plus le joueur acquiert de pouvoir, plus nombreuses sont les options qui s'offrent à lui. Les parties peuvent s'étendre sur une durée fictive allant jusqu'à 500 ans.

## Histoire éditoriale
Le 3e Millénaire  sort en France en 1997, puis début 1998 aux États-Unis où il est édité par R & P Electronic Media. Cryo réalise un patch pour le jeu en 1998.

## Accueil
| Le 3e Millénaire |      |       |
| Média            | Pays | Notes |
| Cyber Stratège   | FR   | 3.5/5 |
| Gen4             | FR   | 1/6   |
| Joystick         | FR   | 51 %  |